# Costa Rica nos Jogos Olímpicos de Verão da Juventude de 2010
A Costa Rica participou dos Jogos Olímpicos de Verão da Juventude de 2010 em Cingapura. Sua delegação foi formada por cinco atletas que competiram em igual número de esportes.

## Atletismo
| Evento                        | Atleta          | Qualificação | Qualificação | Final     | Final        |
| Evento                        | Atleta          | Resultado    | Posição      | Resultado | Posição      |
| ----------------------------- | --------------- | ------------ | ------------ | --------- | ------------ |
| 400 m com barreiras masculino | Gerald Drummond | 54.51        | 13º (5º q1)  | 54.83     | 5º (Final B) |

## Esgrima
| Atleta       | Evento                      | Qualificação | Qualificação | Oitavas-de-final            | Quartas-de-final   | Semifinais         | Final              | Pos. final |
| Atleta       | Evento                      | Oponente Resultado | Pos.         | Oponente Resultado          | Oponente Resultado | Oponente Resultado | Oponente Resultado | Pos. final |
| ------------ | --------------------------- | --- | ------------ | --------------------------- | ------------------ | ------------------ | ------------------ | ---------- |
| Julian Godoy | Espada individual masculino | CAN Alexandre Lyssov D 2-5 SIN Wei Hao Lim V 5-3 GER Nikolaus Bodoczi D 0-5 ROU Lucian Ciovica D 2-5 CZE Ondrej Novotny D 4-5 KOR Byeong Hun Na D 1-5 | 13º          | CAN Alexandre Lyssov D 3-15 | Não avançou        | Não avançou        | Não avançou        | 13º        |

## Judô
| Evento             | Atleta         | 1ª rodada    | 2ª rodada                | 2ª rodada repescagem | 3ª rodada repescagem      | Semifinais repescagem | Final repescagem A | Disputa pelo bronze A | Pos. final |
| ------------------ | -------------- | ------------ | ------------------------ | -------------------- | ------------------------- | --------------------- | ------------------ | --------------------- | ---------- |
| Até 63 kg feminino | Andrea Guillén | Sem oponente | ISR Rotem Shor D 000-110 | Sem oponente         | EST Natalia Rak D 001-002 | Não avançou           | Não avançou        | Não avançou           | --         |

| Evento         | Atleta                                           | 1ª rodada                   | 2ª rodada                 | Semifinais             | Final       | Pos. final        |
| -------------- | ------------------------------------------------ | --------------------------- | ------------------------- | ---------------------- | ----------- | ----------------- |
| Equipes mistas | Andrea Guillén (como integrante da equipe Cairo) | ZZX Equipe Birmingham V 5-2 | ZZX Equipe Hamilton V 4-4 | ZZX Equipe Essen D 2-5 | Não avançou | Medalha de bronze |

## Natação
| Evento               | Atleta        | Qualificação | Qualificação | Semifinais  | Semifinais  | Final       | Final       |
| Evento               | Atleta        | Resultado    | Posição      | Resultado   | Posição     | Resultado   | Posição     |
| -------------------- | ------------- | ------------ | ------------ | ----------- | ----------- | ----------- | ----------- |
| 50 m livre feminino  | Dayana Castro | 28.60        | 39º (6º q5)  | Não avançou | Não avançou | Não avançou | Não avançou |
| 100 m livre feminino | Dayana Castro | 1:01.65      | 45º (3º q2)  | Não avançou | Não avançou | Não avançou | Não avançou |

## Triatlo
| Evento               | Triatleta                                               | Natação | Transição 1 | Ciclismo | Transição 2 | Corrida | Tempo total | Pos. |
| -------------------- | ------------------------------------------------------- | ------- | ----------- | -------- | ----------- | ------- | ----------- | ---- |
| Individual masculino | Gabriel Zumbado                                         | 9:30    | 0:32        | 30:23    | 0:24        | 19:30   | 1:00:19.17  | 28º  |
| Revezamento misto    | Gabriel Zumbado (como integrantes da equipe Américas 4) |         |             |          |             |         | 1:27:52.84  | 14º  |